# Rice University
William Marsh Rice University, vanligen kallat Rice University, är ett privat universitet beläget i Houston, Texas, USA. Det grundades 1912.
Universitetet rankas ständigt som ett av USA:s 20 bästa och ett av världens 100 bästa. Det rankades på 86:e plats i världen i Times Higher Educations ranking av världens främsta lärosäten 2018.

## Idrott
De tävlar med 14 universitetslag i olika idrotter via deras idrottsförening Rice Owls.